# デシモーネ配合
デシモーネ配合（英: De Simone Formulation）は、医師のクラウディオ・デ・シモーネ（英: Claudio De Simone）によって開発されたプロバイオティック配合および製造方法である。
1990年代から様々な健康状態について臨床的に研究されてきたが、過敏性腸症候群および炎症性腸疾患を含む慢性の腸疾患の医学的管理下での有効性について最も研究されてきた。
このプロバイオティクス配合は、米国では高活性プロバイオティック医療食として分類されている。過敏性腸症候群に関連する腸内毒素症（微生物叢不均衡）、抗生物質関連下痢、潰瘍性大腸炎、回腸嚢炎、肝性脳症、妊娠、帝王切開で生まれた赤ちゃん、粉ミルクで育った赤ちゃんの食事管理を目的としている。

## 歴史
1998年2月10日、クラウディオ・デ・シモーネは、共同発明者のレナータ・マリア・アンナ（英: Renata Maria Anna Cavaliere Vesely）と共に、米国特許商標庁においてデシモーネ配合の特許を初めて取得した。この特許は、2008年1月22日にクラウディオ・デ・シモーネを唯一の発明者として再取得された。
2002年、医薬品流通会社であるVSL Pharmaceuticals, Inc.が、このプロバイオティック配合に「VSL#3」という商標ブランド名を割り当てた。これにより、2002年から2016年5月までの間、「VSL#3」というブランド名で消費者に販売された。
2015年、欧州での販売はMendes Saが行うように変更され、2016年には、北米での販売はExeGi Pharmaが行うように変更された。これに伴い、アメリカおよびカナダでは「Visbiome」、イギリスを含むヨーロッパでは「Vivomixx」として販売されるようになった。このため、2016年5月以降に販売された「VSL#3」には、デシモーネ配合は含まれていない。
2016年5月以前に「VSL#3」のブランド名で販売されていたデシモーネ配合は、70以上のヒト臨床試験で研究され、「VSL#3」という名前で何百にも上る査読済みの医学および科学雑誌に掲載され、参照されてきた。
2016年5月以降、デシモーネ配合に関するあらゆる研究は、デシモーネ配合の参考文献で引用されたり、様々な地域ブランド名と提携したりしている。
2019年8月1日、アメリカの消化器科医の医師会であるアメリカ消化器病学会（AGA）は、デシモーネ配合と「VSL#3」に関する改訂を発表した。AGAの改訂は「2019年の『軽度から中等度の潰瘍性大腸炎の管理に関する技術レビュー』で参照した研究は、2016年5月以前に『VSL#3』のブランド名で知られていたプロバイオティック配合に基づいていたが、現在は配合名『デシモーネ配合』で知られている」としたものである。
2022年、日本において「Vivomixx ビボミックス」として販売開始された。

### 訴訟
デシモーネ配合は、訴訟の対象となっている。
2021年2月、アメリカの第4連邦巡回区控訴裁判所は、「VSL#3」プロバイオティックのメーカーに対する虚偽広告評決を支持し、「『VSL#3』のメーカーは、デ・シモーネが合弁会社VSL Pharmaceuticals Inc.から撤退した後、2016年5月まで「VSL#3」のブランド名で販売されていたデ・シモーネの特徴的なプロバイオティック配合を『リバースエンジニアリングによって不完全にコピーした』とした、2018年11月の陪審員の認定を支持するのに十分な証拠がある」と述べた。訴訟によると、デ・シモーネは、生産コスト削減と利益拡大のために製造工程でより安価なバクテリアで代用するように圧力をかけられた結果、離脱したとされているが、裁判でもこれを推認された。。
この裁判で「VSL#3」のメーカーは、デ・シモーネとExeGi Pharmaに合計1,800万ドル（USD）の損害賠償を支払うよう命じられた。
裁判所はさらに、2つの異なる配合間の連続性の主張（暗示的または明示的）を阻止することを目的とした、終局的差し止め命令を下した。裁判所はまた、「VSL#3」のメーカーが、2016年5月以前にデシモーネ配合を使用して実施された臨床試験に言及することによって自社製品をオリジナルのデシモーネ配合と関連付けることを差し止めた際に、公衆衛生や福祉に関する懸念も挙げた。
2022年1月24日、欧州クローン大腸炎機構（ECCO）は、裁判所の差し止め命令を受け、オックスフォード・アカデミックの「Journal of Crohn's and Colitis」（JCC）の編集者に書簡を発行した。内容は「ECCOは、これらのプロバイオティクスを参照または研究した論文において、『VSL#3』およびデシモーネ配合に関連する変更について、説明書きを提供しなければならない」と述べたものである。

## クラウディオ・デ・シモーネ
プロバイオティック配合の発明者である彼は、プロバイオティックとヒト微生物叢の分野で国際的に認められたヨーロッパの学者である。アメリカ消化器病学会（American College of Gastroenterology）の会員であり、ラクイラ大学の感染症学の元教授であり、消化器学、アレルギー学、臨床免疫学の専門家でもある。1975年にローマ大学を卒業し、医学と外科の分野でラテン・オナーズにおける「スンマ・クム・ラウデ」を受賞した。消化器学と免疫学の両方で専門医学位を取得した。
彼は何十年もの間、ヒトの微生物叢を研究してきた。彼がヒトの腸内微生物叢への関心を持ったのは、腸内細菌叢が持つ役割の重要性への理解が世界で始まったばかりの頃である。1990年代に「デシモーネ配合」として知られるプロバイオティック配合を開発した。これは、8つの高濃度細菌株を特定の比率で混合したものである。デ・シモーネ配合を商品化して以来、健康と幸福への潜在的なリスクのために、プロバイオティックのより良い規制と品質管理向上のためのキャンペーンを積極的に行っている。200冊以上の出版済みのケーススタディ、科学論文、本の章を執筆している。